# 인천계양소방서
인천계양소방서(仁川桂陽消防署, Incheon Gyeyang Fire Station)는 인천광역시 계양구를 관할하는 인천광역시 소방본부 산하의 소방서이다.
소방서장은 소방정으로 보한다.

## 조직
| - 소방행정과 - 행정팀 - 예산장비팀 | - 예방안전과 - 예방총괄팀 - 안전지도팀 - 홍보교육팀 | - 대응구조구급과 - 대응관리팀 - 구조구급팀 | - 현장대응단 - 지휘조사팀 - 안전보건팀 |

## 관할센터 및 관할구역
인천계양소방서는 4개의 119안전센터와 1개의 구조대를 산하에 두고 있다.
| 명칭                     | 사진 | 주소         | 관할구역                                     | 지역대 |
| ------------------------ | ---- | ------------ | -------------------------------------------- | ------ |
| 작전119안전센터          |      | 장제로 774   | 계산3·4동, 작전서운동, 작전1동, 계양2동 일부 |        |
| 계산119안전센터          |      | 주부토로 557 | 계산1·2동, 임학동                            |        |
| 장기119안전센터          |      | 장기서로 14  | 계양1·3동, 계양2동 일부                      |        |
| 효성119안전센터          |      | 효서로 96-1  | 효성1·2동, 작전2동                           |        |
| 인천계양소방서 119구조대 |      | 장제로 774   | 인천광역시 계양구 일원                       |        |

## 같이 보기
- 대한민국 소방청
- 대한민국의 소방
- 소방관 계급

대한민국 의용소방대